# Pseudopoda contentio
Pseudopoda contentio là một loài nhện trong họ Sparassidae.
Loài này thuộc chi Pseudopoda. Pseudopoda contentio được miêu tả năm 2007 bởi Peter Jäger & Vedel.